# Campagna Lupia
Campagna Lupia é uma comuna italiana da região do Vêneto, província de Veneza, com cerca de 6.288 habitantes. Estende-se por uma área de 87 km², tendo uma densidade populacional de 72 hab/km². Faz fronteira com Campolongo Maggiore, Camponogara, Chioggia, Codevigo (PD), Dolo, Mira, Piove di Sacco (PD), Venezia.

## Demografia
| Variação demográfica do município entre 1861 e 2011                               |
|                                                                                   |
| Fonte: Istituto Nazionale di Statistica (ISTAT) - Elaboração gráfica da Wikipedia |